# Messor luridus
Messor luridus är en myrart som beskrevs av Santschi 1927. Messor luridus ingår i släktet Messor och familjen myror.

## Underarter
Arten delas in i följande underarter:
- M. l. luridus
- M. l. virginalis